# Передача заслуг

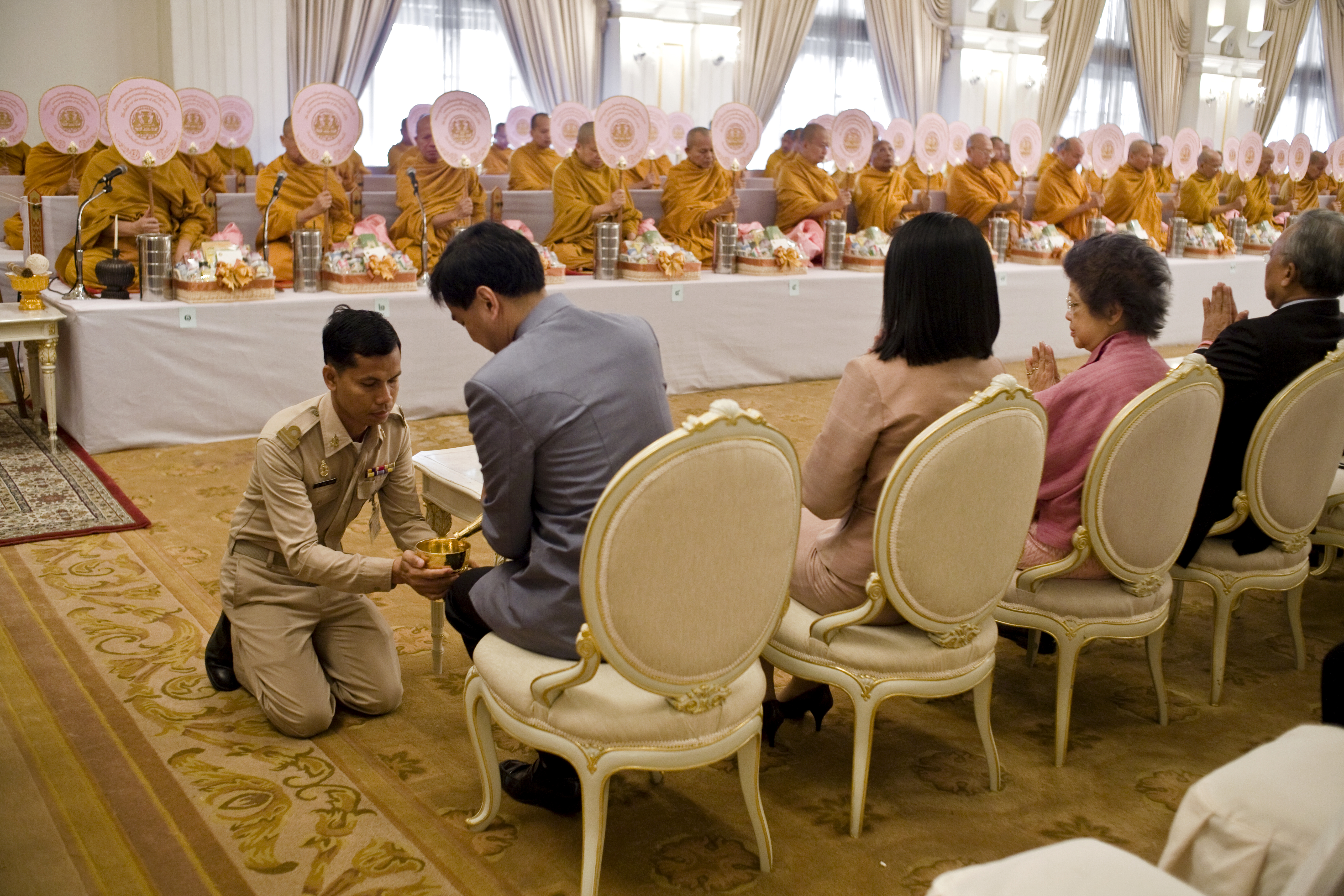
Иногда передачу заслуг символизирует вода, переливаемая в сосуд.

Передача заслуг, паринамана (санскр. pariṇāmanā, pariṇāma, paraṇāmanā пали pattidāna, pattānumodanā) — это стандартная часть буддийского духовного ритуала, в ходе которой религиозные заслуги практикующего, накопленные в результате совершения добрых дел, передаются умершим родственникам, божествам или всем мыслящим существам. Такая передача осуществляется в уме. Принято считать, что дар может быть получен, если тот, кому он адресован, радуется заслугам передающего. В буддизме передача заслуг рассматривается как лучшая альтернатива трауру.
Учёные дискутируют на тему того, как идея передачи заслуг может согласоваться с индивидуальной природой кармы в буддизме. Некоторые считают, что она возникла в ранний период развития буддизма. Широко признано, что передача заслуг была ответом буддистов на ведические обычаи поклонения предкам. В буддизме такому поклонению придавалось этическое значение. Возможно, на доктрину повлияли добуддийские представления о передаче сил. В буддизме Махаяны передача заслуг стала существенным аспектом идеала бодхисаттвы, будущего будды, который использует свои заслуги, чтобы помочь всем живым существам.
Передача заслуг широко распространена во всех буддийских странах. В наши она стала неотъемлемой частью буддийской практики и выполняет важную социальную функцию.

## Переводы
В поздней палийской традиции (с V по VII век н. э.) используется слово пали pattidāna, означающее «дарение приобретённого». В санскритской традиции передачу заслуг называют санскр. pariṇāmanā, что означает «изменение, преобразование, созревание, доведение до зрелости, развитие, отвлечение». Термин «передача заслуг» стал повсеместным, хотя многие учёные возражали против этого, поскольку он взят не из классического буддийского языка.

## Описание
Понятие «заслуга» (санскр. puṇya, пали puñña) является фундаментальной для буддийской этики. Это благотворная и защитная сила, которая накапливается в результате добрых действий, слов или мыслей. Накопление заслуг играет важную роль в буддийской практике: оно приносит хорошие результаты, определяет качество следующей жизни и способствует движению человека к просветлению. В Махаяне паринамана помимо понятия «заслуга» также связана с понятием «корни добродетели» (санскр. kuśala-mūla).
Передача заслуг является широко распространённым обычаем во всех буддийских странах Махаяны, Ваджраяны и Тхеравады и часто практикуется на церемониях и праздниках в честь умерших.

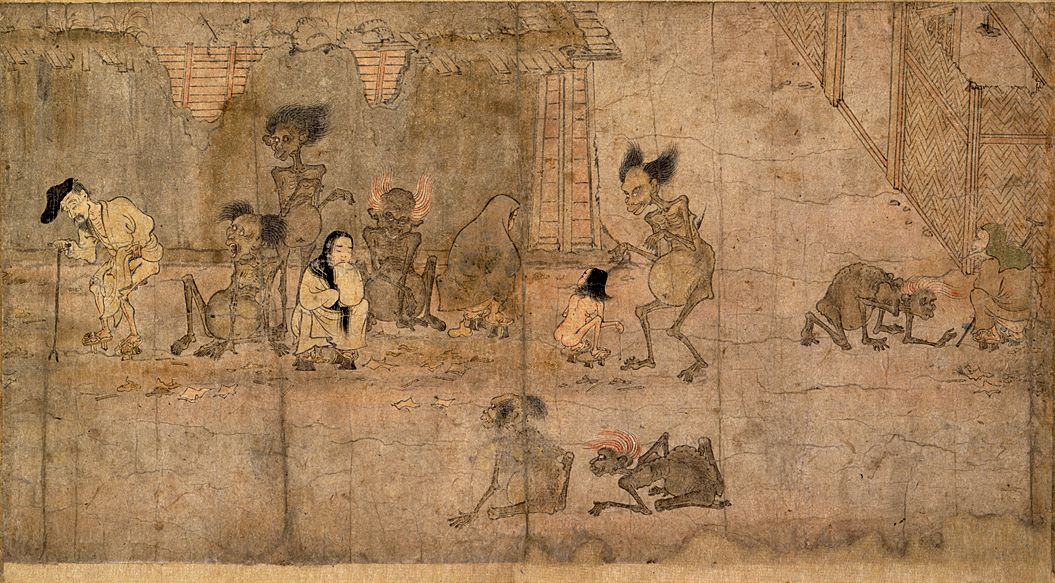
Японский свиток эмакимоно с изображением голодных духов.

Передача заслуг другому лицу, обычно умершим родственникам, осуществляется с помощью мысленного желания. Несмотря на слово передача, во время такого действия количество заслуг передающего никоим образом не уменьшается. Традиционной метафорой служит свеча, от которой зажигают другую свечу, и свет первой свечи от этого не убывает. Однако переданная заслуга не всегда может быть получена. Согласно ранним буддийским текстам, если умершие родственники переродились в слишком высоком или слишком низком мире, как дэва (божество), человек, животное или в аду, они не могут получить передаваемые заслуги. Передача возможна только в том случае, если они рождены в мире претов, то есть голодными духами или призраками. Кроме того они должны быть в состоянии оценить этот достойный поступок. Поэтому передача заслуг связана с концепцией сорадования. Однако даже если родственники не получили заслуги, сам акт передачи всё равно будет считаться заслугой своего дарителя. Это частично объясняет определение паринамана («доведение до зрелости»): когда дающий передаёт заслугу, он одновременно и получает её. Человек, радующийся чужим достойным поступкам, получает заслугу, если одобряет содеянное. Таким образом, сорадование заслугам других, будучи одним из десяти искусных действий, упомянутых в буддийских текстах, также является необходимым условием для передачи заслуг . Среди буддистов этот обряд признан лучшей альтернативой трауру по покойным близким. Кроме того, считается, что преты не могут зарабатывать на жизнь каким-либо занятием, поэтому заслуга оказывает им поддержку. Материальные вещи не могут быть переданы непосредственно, но можно сделать пожертвование монашеской общине и передать накопленную заслугу. Таким образом пожертвованный предмет появляется в другом мире и попадает к адресату, хотя это происходит через силу намерения, а не через физический акт передачи сам по себе.
Традиционный пример передачи заслуг в комментариях к палийской Типитаке — эпизод, в котором Будда призывает царя Бимбисару делиться заслугами со своими бывшими родственниками, переродившимися в качестве претов. Когда Будда посетил дворец Бимбисары, царь спросил его, что за шум доносится снаружи. Будда ответил, что это кричат от голода преты, которые в прошлой жизни были родственниками царя. Далее он объяснил, что царь может помочь своим бывшим родственникам, только передав претам свои заслуги, полученные благодаря пожертвованиям, которые царь делал сангхе. Затем следует описание того, как преты получают предметы, переданные монахам: Бимбисара даёт сангхе пищу и одежду и благодаря передаче накопленных таком способом заслуг преты получают эти предметы.

## Цель
Передавать заслуги можно с разной целью. В некоторых традициях Махаяны считается, что таким способом можно помочь умершим родственникам достичь Чистой земли, небесного рая в космологии буддизма Чистой земли. Во многих буддистских странах передача заслуг связана с представлением о промежуточном состоянии между смертью и перерождением, во время которого будущая судьба странствующего существа всё ещё остаётся неопределённой. Заслуга, переданная покойному, поможет ему безопасно преодолеть это состояние. Если нежелательное перерождение уже произошло, переданные заслуги помогут сократить время пребывания в нижнем мире. Во время церемонии изгнания духа ему могут быть переданы заслуги. Иногда заслуги посвящают дэвам, хотя согласно раннеортодоксальному мнению, они не могут их получить. Считается, что дэвы не в состоянии сами совершать добрые дела и их благосклонность может быть получена таким образом. Часто передачу адресуют тем божествам, которые считаются защитниками буддизма. Кроме того, передача заслуг может служить формой почитания родителей или выражением сыновней благодарности. Многие буддисты передают свои заслуги, чтобы решить проблему мести со стороны умершего. По этой причине в Японии после аборта часто проводится специальная поминальная служба (мидзуко куё), передающая заслуги неродившемуся ребёнку. Наконец, распространена практика передачи заслуг всем живым существам, хотя в буддизме Махаяны она встречается чаще, чем в Тхераваде .
Противоположный передаче заслуг обряд передачи зла не играет существенной роли в буддизме. Иногда он встречается в индуизме и связан с идеей загрязнений.

## Исторический анализ

### Связь с кармой
Первоначально среди западных буддологов существовало мнение, что обряд передачи заслуг был уникальным для Махаяны и что он появился существенно позднее времени, когда жил Будда Гаутама. Например, индолог Хейнц Бешерт датировал окончательное формирование буддийской доктрины передачи заслуг периодом между V и VII веками нашей эры. Учёные утверждали, что она противоречила раннему буддийскому пониманию кармы и отмечали, что в тексте Катхаваттху эта идея частично опровергнута тхеравадинами.
Богослов Томми Лехтонен цитирует историка Вольфганга Шуманна, что «учение Махаяны о передаче заслуг разрывает строгую каузальность хинаянского закона кармы, в соответствии с которым достичь лучшего перерождения можно исключительно своими силами». Или, как отмечает буддолог Дэвид Сейфорт Ругг:
идея, которая ставит ряд сложных вопросов и концептуальных трудностей перед буддийской мыслью и историей Махаяны, часто называется передачей заслуг (санскр. puṇyapariṇāmanā)... Однако такая передача на первый взгляд противоречит кармическому принципу плодов прошлых действий (санскр. karmavipāka). Согласно этому общепринятому в буддизме принципу, кармический плод или результат (санскр. karmaphala) «пожинается», т. е. переживается исключительно человеком — точнее, потоком элементов бытия (санскр. saṃtāna), который сеет семя будущего кармического плода, когда сознательно (санскр. cetayitva) совершает действие (санскр. karman).
Учёные предположили, что практика передачи могла получить развитие под влиянием буддизма Махаяны, в котором существа, стремящиеся стать буддой (бодхисаттвой), могут делиться заслугами с верующими и тем самым спасать их. Ругг также утверждает, что связанная с этим идея получения (пали patti, санскр. prāpti) заслуги от сорадования, выражаемая такими терминами, как пали pattānumodanā, pattidāna, могла появиться благодаря Махаяне.
Другие учёные считают, что доктрину передачи заслуг можно найти в традиции Тхеравады и это подтверждается ранними текстами. Например, по мнению индолога Ричарда Гомбрича обычай зародился в IV веке до нашей эры. Буддолог Грегори Шопен утверждает, что идея передачи заслуг является частью всех, даже самых ранних, датируемых III веком до нашей эры, эпиграфических находок, связанных с буддийской верой в карму. Есть также гипотеза, согласно которой, концепция передачи заслуг не существовала как таковая в раннем буддизме, но ранние доктрины создали для неё основу и, таким образом она была их «неотъемлемым следствием». Гомбрич развивает теорию, согласно которой ранний буддизм фокусировался на индивидуальной карме и ответственности и учение о передаче заслуг обеспечило «бегство» от этой строгой доктрины индивидуальной ответственности. Далее он утверждает, что термин «анумодана», который в более позднем буддизме обозначал «сорадование», как способ получения заслуг, в самых ранних палийских текстах пали значил «благодарность» и использовался, когда умерший благодарил за переданные заслуги. Более поздние комментаторы переосмыслили термин «сорадование» в соответствии с ортодоксальным буддизмом. Они объяснили, что покойный получал заслуги, просто радуясь, что родственники совершали благие деяния. Таким образом, не было никакой реальной передачи, но покойный накапливал заслугу самостоятельно, следуя ортодоксальному учению об индивидуальной карме. Именно такое объяснение дают монахи в таких странах, как Бирма и Шри-Ланка, когда их спрашивают о явном противоречии между индивидуальным следствием кармы и передачей заслуг.

### Передача сил
Идея передачи определённой силы от одного человека другому была известна ещё до буддизма. В индуистских текстах, таких как Махабхарата, описывается, что дэвы передавали некоторые силы (теджас). Аналогичное убеждение существовало в отношении энергии, получаемой при поддержании аскезы (тапас). В Упанишадах можно найти описание церемоний, в которых свершения человека мистически передаются другому. В законах Ману встречается много примеров того, как добрые или злые дела одного человека умышленно или нет передаются другому человеку. Однако согласно исследователю буддийских исследований Марасингхе, концепция передачи заслуг в раннем буддизме отличается от добудистских идей в нескольких отношениях: заслуга не передается в буквальном, измеримом смысле; подчёркивается, что заслуживают похвалы действия по отношению к сангхе; дэвы не принимают в этом никакого участия; часто это сострадательный поступок по отношению к живым существам в загробном мире, которые страдают. Более того, антрополог Чарльз Ф. Кейс утверждает, что передача заслуг в буддизме отличается от индуизма тем, что в ритуалах происходит не материальный обмен, а абстрактная передача.

### Поклонение предкам
Второй источник происхождения передачи сил находится в брахманическом поклонении предкам. Ответом буддизма на этот культ был дан в тексте Петаваттху. В этом тексте подробно описана передача заслуг умершим родственникам. Слово «пета» в раннем буддизме означало буквально «ушедший» и использовалось для обозначения умерших родственников в контексте передачи заслуг. Это палийский эквивалент санскритского слова «прета» (голодный дух), а также и санскритского «питр» (отец, предок). В период, предшествующий возникновению буддизма, считалось, что умерший может перейти из мира претов в блаженный мир питар посредством сложных церемоний шраддхи.
В раннем буддизме, однако, поклонение предкам было прекращено, так как считалось, что достигнуть небесного блаженства можно только по кармическим причинам, а не благодаря ритуалам. Практика передачи заслуг развивалась на основе этических и психологических принципов кармы и заслуг, а также путём соединения этих принципов с чувством ответственности перед родителями. Что касается почитания предков, то буддисты заменили его почитанием сангхи. Во многих буддистских странах сангха взяла на себя роль посредника между верующими, которые передают свои заслуги, и их умершими родственниками. В этом контексте сангха считается «полем заслуг»: достойным получателем, который помогает верующему накопить заслуги, необходимые для передачи. В похоронных обрядах буддийский монах заменил священника-брамина в качестве получателя подношений. Благодаря тому, что монах выполняет роль поля заслуг, миряне могут придерживаться высоких стандартов буддизма и своей цели отречения отречения от мирского.

### Буддизм Махаяны
Учение о передаче заслуг помогло сформировать отношение буддизма к местным божествам: верующий передаёт заслуги божеству и в обмен получает от него защиту. Таким образом, доктрина сыграла огромную роль и способствовала адаптации буддизма к новым культурам с их божествами. Ещё до формирования буддизма Махаяны передача заслуг была важной практикой.
В более поздние века во многих школах буддизма Махаяны считалось, что небесные будды или бодхисаттвы могут передавать верующим заслуги, чтобы облегчить их страдания. Получив заслугу, человек может поделиться ею с другими. При передаче бодхисаттвой заслуг, их количество не уменьшается, потому что передача сама по себе является заслугой. Это называется неиссякаемым запасом заслуг. Идея передачи заслуг бодхисаттвой привела к появлению нескольких традиций, сосредоточенных на почитании. Согласно Гомбриху, именно на этом основана вся концепция бодхисаттвы и, по мнению буддолога Луиса Гомеса, в ней выражаются буддийские идеалы сострадания и пустоты. В китайском буддизме под влиянием буддизма Чистой Земли получил широкое распространение обычай передавать заслуги и помогать умершим достигать Чистой Земли.
Однако в некоторых школах буддизма Махаяны появились иные толкования передачи заслуг. Японский религиозный лидер школы Нитирэн (1222—1282) полагал, что передача заслуг неэффективна, поскольку только вера и дисциплина верующих помогут им спастись от страданий и плохого перерождения. Однако на практике последователи Нитирэн по-прежнему признавали передачу заслуг, хотя и без посредничества духовенства. Аналогично некоторые японские школы Буддизма Чистой Земли, такие как школа Дзёдо синсю, не практикуют передачу заслуг на основании учения, хотя и встречаются исключения.

## Практическая функция
Автор Шри Падма Холт и учёный Энтони Барбер отмечают, что обряд передачи заслуг появился очень давно и является неотъемлемой частью буддийской практики в регионе Андхра на юге Индии. Кроме того, многочисленные надписи, разбросанные по всей Южной Азии, свидетельствуют о том, что передача заслуг широко практиковалась в первые несколько веков нашей эры. В буддизме Тхеравады принято делиться своими заслугами во время анумоданы — верующие передают заслуги наставляющему их монаху, чтобы он сорадовался накопленным ими заслугам. Существует также обычай передавать заслуги через некоторое время после смерти родственника, начиная с 7-ми, затем через пятьдесят и сто дней и после этого ежегодно. Такие ритуалы передачи заслуг через определённые промежутки времени могут проводиться в местном храме или дома. В некоторых буддийских странах есть дни, которые считаются наиболее подходящими для передачи заслуг, например, Сат Тай (тайск. วันสารท) в Таиланде. Иногда передачу заслуг символизирует переливание воды в сосуд. В восточноазиатском буддизме доктрина передачи заслуг посредством подношений сангхе стала широко известна благодаря истории о Муляне, спасающем свою мать. Ежегодный праздник, связанный с этой историей, широко отмечается в Восточной Азии, и основной практикой во время празднования является передача заслуг умершим родственникам.
Передача заслуг стала стандартным элементов религиозной службы во всех основных школах буддизма. Буддисты Махаяны и Ваджраяны передают заслуги в ходе семичастной пуджи (санскр. saptāṇgapūjā или санскр. Saptavidhā Anuttarapūjā) и почти ни одна церемония не обходится без передачи заслуг в той или иной форме. В некоторых странах Тхеравады, например в Шри-Ланке, передача заслуг осуществляется в конце проповеди. В начале 2000 годов в ходе полевых исследованиях камбоджийских верующих спросили, почему они проводят ту или иную церемонию. Одним из наиболее частых ответов была «передача заслуг моим предкам». Кроме того было высказано предположение, что строительство ступ также частично обусловлено передачей заслуг.
Роль передачи заслуг в буддизме настолько выросла, что этот обряд стал основным способом поддержания религии. В Японии некоторые храмы даже называют экодера, что означает храм для передачи заслуг. Эта церемония широко распространена, обычно её проводят женатые священники, а не монахи, придерживающиеся целибата, как в раннем буддизме.
В раннем буддизме передача заслуг умершим считалась признаком хорошего характера. В настоящее время, доктрина позволяет общинам участвовать в групповой передаче, способствуя объединению родственников и обеспечивая социальную вовлечённость.